# Andrey Slabakov
Andrey Slabakov (en bulgare Андрей Слабаков), né le 13 août 1960 à Sofia, est un homme politique bulgare du VMRO - Mouvement national bulgare.

## Biographie
Il est élu député européen aux élections européennes de 2019 et rejoint le groupe Conservateurs et réformistes européens.